# Divisiones administrativas por país

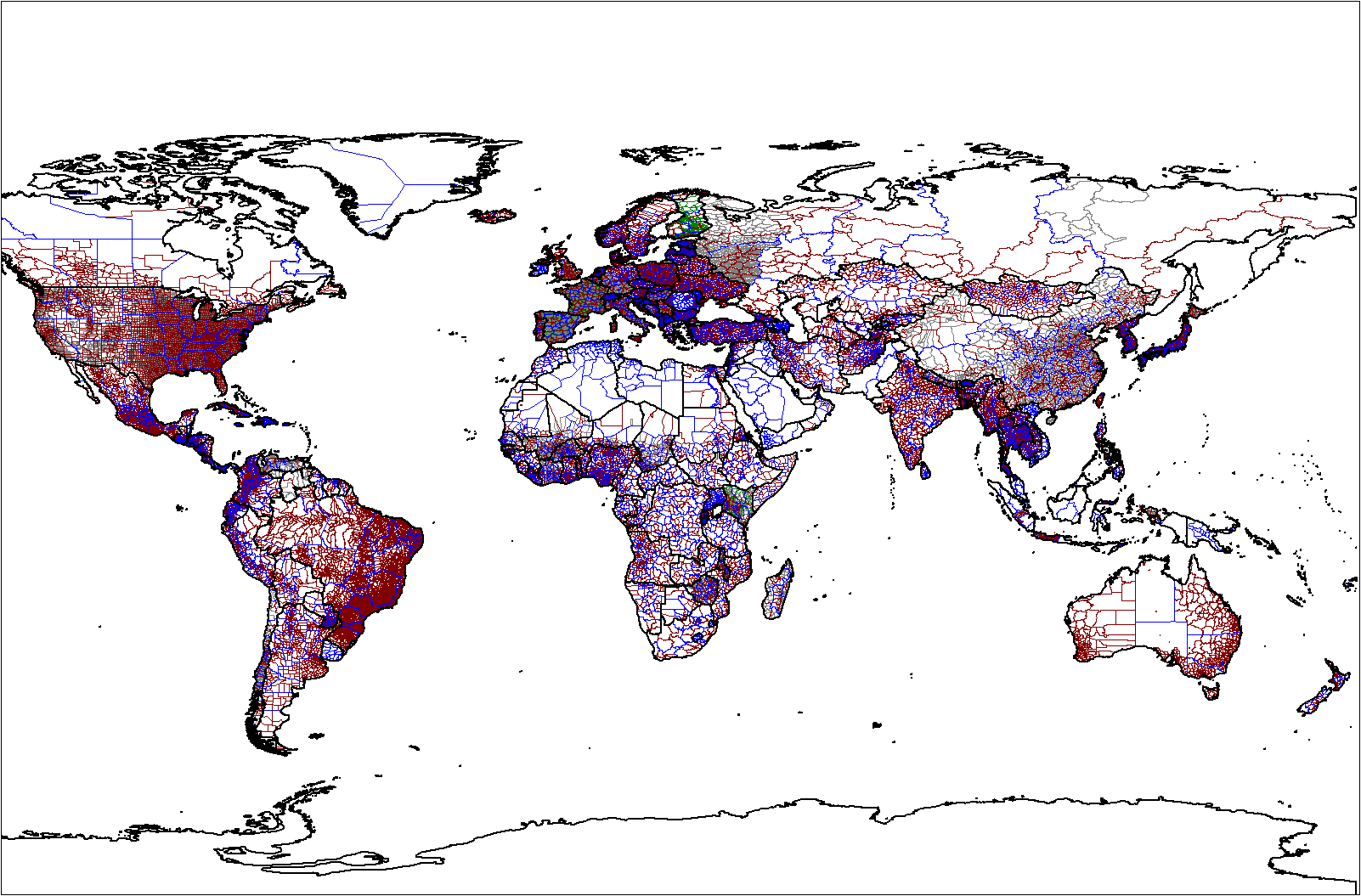
Mapa mundial que muestra los límites de muchas divisiones administrativas de alto y bajo nivel.

La siguiente tabla indica los tipos y, cuando es conocido, el número de divisiones administrativas utilizadas por los países y sus principales territorios dependientes.

## Leyenda
- La columna "Tipo" indica una federación (que incluye unidades de nivel inferior que ejercen cierta soberanía), un estado unitario (donde la entidad de nivel más alto es el único soberano) o un estado regional (unitario con una delegación sustancial de poder).
- Los términos en cursiva son términos en idiomas distintos del español, en forma plural (excepto los idiomas que adoptan la forma singular con números, como el húngaro).
- Los corchetes indican un término que aún no ha sido confirmado.
- Un número seguido por un signo más (+) indica que la cifra de divisiones administrativas es probablemente superior a ese número.

## Divisiones administrativas por país

### Estados miembros y observadores de las Naciones Unidas
| Afganistán                      | Unitario | 34 provincias (velaya'at) | 421 distritos (woleswali) | subdistritos (alaqadari) | | |  |  |
| Albania                         | Unitario | 12 condados (qarqe) | 61 municipios (bashki) | gobiernos locales (njësite të qeverisjes vendore) | 2 972 pueblos (fshatra) | |  |  |
| Argelia                         | Unitario | 58 provincias (wilayat) | 553 distritos (daïras) | 1 541 comunas (baladiyahs) | | |  |  |
| Andorra                         | Unitario | 7 parroquias (parròquies) | | | | |  |  |
| Angola                          | Unitario | 18 provincias (províncias) | 163 municipios (municípios) | 618 comunas (comunas) | | |  |  |
| Antigua y Barbuda               | Unitario | 6 parroquias 2 dependencias | 60 divisiones principales | 116 comunidades | 353 localidades | |  |  |
| Argentina                       | Federal  | 23 provincias | 378 departamentos 135 partidos (solo en la Provincia de Buenos Aires) | 1 298 municipios | | |  |  |
| Argentina                       | Federal  | Buenos Aires, ciudad autónoma | 15 comunas | 48 barrios | | |  |  |
| Armenia                         | Unitario | 10 provincias (marzer) 1 ciudad autónoma | 503 municipios (hamaynkner) | | | |  |  |
| Australia                       | Federal  | 6 estados | 6 estados | 6 estados | 6 estados | 6 estados |  |  |
| Australia                       | Federal  | Nueva Gales del Sur | gobiernos locales: 58 condados (shires) 28 consejos 28 ciudades 8 consejos regionales 6 municipios 2 áreas no incorporadas | | distritos electorales (wards) | suburbios [urbanos] y localidades [rurales] |  |  |
| Australia                       | Federal  | Queensland | gobiernos locales: 30 regiones 28 condados (shires) 12 condados aborígenes 7 ciudades 1 villa (town) | | distritos electorales (wards) | suburbios [urbanos] y localidades [rurales] |  |  |
| Australia                       | Federal  | Australia del Sur | gobiernos locales: 25 consejos de distrito 21 ciudades (cities) 15 consejos 5 consejos aborígenes 4 consejos regionales 2 ciudades 1 ciudad rural 1 área no incorporada | | distritos electorales (wards) | suburbios [urbanos] y localidades [rurales] |  |  |
| Australia                       | Federal  | Tasmania | gobiernos locales: 23 municipios 6 ciudades | | distritos electorales (wards) | suburbios [urbanos] y localidades [rurales] |  |  |
| Australia                       | Federal  | Victoria | gobiernos locales: 39 Shires 33 Cities 10 áreas no incorporadas 6 ciudades rurales 1 burgo (Borough) | | distritos electorales (wards) | suburbios [urbanos] y localidades [rurales] |  |  |
| Australia                       | Federal  | Australia Occidental | gobiernos locales: 104 condados (shires) 29 ciudades (cities) 8 villas (towns) | | distritos electorales (wards) | suburbios [urbanos] y localidades [rurales] |  |  |
| Australia                       | Federal  | 10 territorios | | | | |  |  |
| Australia                       | Federal  | Territorio del Norte | gobiernos locales: 9 consejos regionales 5 áreas no incorporadas 3 municipios 3 condados (shires) 2 ciudades | | distritos electorales (wards) | suburbios [urbanos] y localidades [rurales] |  |  |
| Australia                       | Federal  | Territorio de la Capital Australiana | (no tiene subdivisiones administrativas, es una única área no incorporada por razones de gobierno local) | | | |  |  |
| Australia                       | Federal  | Territorio de la Bahía de Jervis | (no tiene subdivisiones administrativas) | | | |  |  |
| Australia                       | Federal  | Isla de Navidad | (no tiene subdivisiones administrativas) | | | |  |  |
| Australia                       | Federal  | Isla Norfolk | (no tiene subdivisiones administrativas) | | | |  |  |
| Australia                       | Federal  | Islas Cocos | (no tiene subdivisiones administrativas por razones de gobierno local) | | | |  |  |
| Australia                       | Federal  | Territorio de las Islas del Mar del Coral | (no tiene subdivisiones administrativas) | | | |  |  |
| Australia                       | Federal  | Territorio de las Islas Ashmore y Cartier | (no tiene subdivisiones administrativas) | | | |  |  |
| Australia                       | Federal  | Territorio de las Islas Heard y McDonald | (no tiene subdivisiones administrativas) | | | |  |  |
| Australia                       | Federal  | Territorio Antártico Australiano | (no tiene subdivisiones administrativas) | | | |  |  |
| Austria                         | Federal  | 9 estados (Bundesländer), incluyendo la capital de la federación, Viena | 93 distritos (Bezirke), incluidas 14 ciudades estatutarias (Statutarstädte) | 2 078 municipioss (Gemeinden), incluyendo 186 ciudades (Städte) 771 ciudades de mercado (Marktgemeinden) | | |  |  |
| Azerbaiyán                      | Regional | 59 distritos o raiones (Rayonlar) 11 ciudades (Şəhərlər) | 59 distritos o raiones (Rayonlar) 11 ciudades (Şəhərlər) | +2 600 municipios (Bələdiyyələr) | +4 500 asentamientos (Yaşayış Məntəqələri) | |  |  |
| Azerbaiyán                      | Regional | 1 república autónoma (Muxtar Respublika) | 7 distritos o raiones (Rayonlar) 1 ciudad (Şəhər) | 218 asentamientos (Yaşayış Məntəqələri) | | |  |  |
| Bahamas                         | Unitario | 32 distritos | 32+ comités ciudadanos | | | |  |  |
| Bahamas                         | Unitario | Nueva Providencia | 24 distritos supervisados | | | |  |  |
| Baréin                          | Unitario | 4 gobernaciones (muḥāfaẓāt) | | | | |  |  |
| Bangladés                       | Unitario | 8 divisiones (bibhag) | 64 distritos (zila) | 491 subdistritos (upazila) 12 corporaciones ciudadanas | 4 554 consejos unitarios (union parishads) 327 corporaciones municipales (paurasabhas) | |  |  |
| Barbados                        | Unitario | 11 parroquias | | | | |  |  |
| Bielorrusia                     | Unitario | 6 regiones (oblasti o voblastsi) 1 ciudad autónoma | 118 distritos (raiony) | | | |  |  |
| Bélgica                         | Federal  | 3 regiones | 10 provincias | 43 distritos | 581 municipios | |  |  |
| Belice                          | Unitario | 6 distritos | 201 municipios | | | |  |  |
| Benín                           | Unitario | 12 departamentos (départements) | 77 comunas (communes) | 546 distritos (arrondissements) | | |  |  |
| Bután                           | Unitario | 20 distritos (dzongkhag) | 201 bloques (gewogs) 61 agrupaciones (thromdes) | | | |  |  |
| Bolivia                         | Regional | 9 departamentos | 112 provincias | 339 municipios | | |  |  |
| Bosnia y Herzegovina            | Federal  | 2 entidades federales: | 2 entidades federales: | 2 entidades federales: | 2 entidades federales: | 2 entidades federales: |  |  |
| Bosnia y Herzegovina            | Federal  | Federación de Bosnia y Herzegovina | 10 cantones (kantona) | 79 municipios (općine u opštine) | comunidades locales | |  |  |
| Bosnia y Herzegovina            | Federal  | República Srpska | 64 municipios (opštine) | comunidades locales | | |  |  |
| Bosnia y Herzegovina            | Federal  | 1 condominio de las entidades federales: | | | | |  |  |
| Bosnia y Herzegovina            | Federal  | Distrito de Brčko | | | | |  |  |
| Botsuana                        | Unitario | 10 distritos rurales 7 distritos urbanos | 21 subdistritos | 519 pueblos | localidades | |  |  |
| Brasil                          | Federal  | 26 estados (estados; se escribe en portugués igual que en español) | 5 568 municipios (municípios) 1 distrito estatal (distrito estadual) | 10 670 distritos municipales (distritos municipais) | 610 subdistritos municipales (subdistritos municipais) | |  |  |
| Brasil                          | Federal  | 1 distrito federal (se escribe en portugués igual que en español) | 1 capital federal (se escribe en portugués igual que en español) | 10 670 distritos municipales (distritos municipais) | 33 regiones administrativas (regiões administrativas) | |  |  |
| Brunéi                          | Unitario | 4 distritos (daerah) | 38 subdistritos (mukim) | pueblos (kampung) | | |  |  |
| Bulgaria                        | Unitario | 28 provincias (oblasti, области) | 265 municipios (obshtini, общини) | - barrios (rayon) - alcaldías (kmetstvo) - asentamientos (naseleno myasto) | | |  |  |
| Burkina Faso                    | Unitario | 13 regiones (régions) | 45 provincias | 325 departamentos (départements) | | |  |  |
| Burundi                         | Unitario | 18 provincias | 119 comunas | 2 639 colinas (collines) | | |  |  |
| Camboya                         | Unitario | 24 provincias (khaet) 1 municipio autónomo (reachtheani; lit. 'capital') | 162 distritos (srok) 27 municipios (krong) 14 sections (khan) | 1 646 comunas y barrios (khum y sangkat) | pueblos (phum) | |  |  |
| Camerún                         | Unitario | 10 regiones (régions) | 58 departamentos (départements) | 360 distritos (arrondissements) | | |  |  |
| Canadá                          | Federal  | 10 provincias: | 10 provincias: | 10 provincias: | 10 provincias: | 10 provincias: |  |  |
| Canadá                          | Federal  | Alberta | 264 municipios | 264 municipios | | |  |  |
| Canadá                          | Federal  | Alberta | 8 asentamientos métis | | | |  |  |
| Canadá                          | Federal  | Alberta | 63 condados/distritos municipales counties/municipal districts | 403 aldeas (hamlets) | | |  |  |
| Canadá                          | Federal  | Alberta | 7 distritos de mejora (improvement districts) | 403 aldeas (hamlets) | | |  |  |
| Canadá                          | Federal  | Alberta | 6 municipios especializados | 403 aldeas (hamlets) | | |  |  |
| Canadá                          | Federal  | Alberta | 3 áreas especiales | 403 aldeas (hamlets) | | |  |  |
| Canadá                          | Federal  | Columbia Británica | 27 distritos regionales (regional districts) 1 área no incorporada (la región de Stikine) | 162 municipios 160 áreas electorales | | |  |  |
| Canadá                          | Federal  | Manitoba | 98 municipios rurales áreas no incorporadas | 37 municipios 2 distritos de gobierno local | | |  |  |
| Canadá                          | Federal  | Nueva Brunswick | 15 condados (comtés) | 152 parroquias (paroisses) | 104 municipios (municipalités) | |  |  |
| Canadá                          | Federal  | Terranova y Labrador | 11 divisiones censales | 277 municipios | | |  |  |
| Canadá                          | Federal  | Nueva Escocia | 18 condados (counties) | 18 condados (counties) | 18 condados (counties) | 18 condados (counties) |  |  |
| Canadá                          | Federal  | Nueva Escocia | 3 municipios regionales | | | |  |  |
| Canadá                          | Federal  | Nueva Escocia | 9 municipios de condado | 38 municipios | | |  |  |
| Canadá                          | Federal  | Nueva Escocia | 6 condados históricos administrados por municipios distritales | 38 municipios | | |  |  |
| Canadá                          | Federal  | Ontario | 173 municipios del tercio simple | 173 municipios del tercio simple | 173 municipios del tercio simple | 173 municipios del tercio simple |  |  |
| Canadá                          | Federal  | Ontario | 8 municipios regionales | 241 municipios del tercio inferior 46 mancomunidades de servicios | | |  |  |
| Canadá                          | Federal  | Ontario | 22 condados (counties) | 241 municipios del tercio inferior 46 mancomunidades de servicios | | |  |  |
| Canadá                          | Federal  | Ontario | 10 distritos | 241 municipios del tercio inferior 46 mancomunidades de servicios | | |  |  |
| Canadá                          | Federal  | Isla del Príncipe Eduardo | 3 condados (counties) | 14 parroquias (parishes) | 70 poblaciones (townships) | 63 municipios (municipalities) |  |  |
| Canadá                          | Federal  | Quebec | 87 municipios regionales de condado (municipalités régionale de comté, MRC) 17 territorios equivalentes a municipios regionales de condado (territoires équivalents, TE): 5 TE que comparten su extensión (o casi) con aglomeraciones urbanas (agglomérations) 9 ciudades (cités/villes) independientes de cualquier MRC 3 territorios equivalentes Jamésie Eeyou Istchee Kativik | 1 108 municipios (municipalités) | 45 circunscripciones (arrondissements) (solo en 8 municipios) | |  |  |
| Canadá                          | Federal  | Saskatchewan | 296 municipios rurales 2 áreas no incorporadas: Distrito Administrativo de Saskatchewan del Norte Parque nacional Prince Albert | 478 municipios | | |  |  |
| Canadá                          | Federal  | 3 territorios: | | | | |  |  |
| Canadá                          | Federal  | Territorios del Noroeste | 5 regiones | 24 municipios | | |  |  |
| Canadá                          | Federal  | Nunavut | 3 regiones | 25 municipios | | |  |  |
| Canadá                          | Federal  | Yukón | El 98 % de Yukón está sin subdividir territorialmente (unorganized). | En el resto hay 8 municipios. | | |  |  |
| Cabo Verde                      | Unitario | 22 concejos o municipios (concelhos o municípios) | 32 parroquias (freguesias) | | | |  |  |
| República Centroafricana        | Unitario | 20 prefecturas (préfectures) 1 comuna autónoma | 72 subprefecturas (sous-préfectures) | | | |  |  |
| Chad                            | Unitario | 23 regiones (régions) | 67 departamentos (départements) | 340 subprefecturas (sous-préfectures) | | |  |  |
| Chile                           | Regional | 16 regiones | 56 provincias | 346 comunas | unidades vecinales | |  |  |
| República Popular China         | Regional | 23 provincias (shěng) (incluyendo la provincia de Taiwán, que es reclamada por la República Popular China, pero no administrada por ella) 5 regiones autónomas (zìzhìqū) 4 municipios (zhíxiáshì) | 280+ ciudades con nivel de prefectura (dìjíshī) 17 prefecturas (dìqū) 30 prefecturas autónomas (zìzhìzhōu) | 1 400+ condados (xiàn) 110+ condados autónomos (zìzhìxiàn) 850+ distritos a nivel de condado ((shìxiá)qū) 1 distrito especial (tèqū) 370+ ciudades-condado (xiànjíshì) 1 distrito forestal (línqū) | 19 500+ villas (zhèn) 14 600+ pueblos (xiāng) 1 000+ ciudades étnicas, pueblos étnicos y reservas (mínzúxiāng, sum) 6 100+ subdistritos (jiēbàn o jiēdàobànshìchù) 11 oficinas públicas de distrito (qūgōngsuǒ) entonces Áreas urbanas: ciudades-comunidad (shèqū) o vecindades (jūmínqū) Zonas rurales: aldeas (cūnjí), áreas de aldeas o grupos de aldeas | |  |  |
| República Popular China         | Regional | 2 regiones administrativas especiales (tèbié xíngzhèngqū), Hong Kong y Macao | 18 distritos (solo Hong Kong) | | | |  |  |
| Colombia                        | Unitario | 32 departamentos | 1 102 municipios | Zonas rurales: 2 000+ corregimientos | veredas (secciones administrativas de municipios) | |  |  |
| Colombia                        | Unitario | 32 departamentos | 1 102 municipios | Zonas urbanas: comunas | barrio | |  |  |
| Colombia                        | Unitario | 1 Distrito Capital | 1 Distrito Capital | 20 localidades | barrio | |  |  |
| Comoras                         | Federal  | 3 islas autónomas (+1 reclamada) (îles autonomes) | 16 prefecturas (préfectures) | 54 comunas (communes) | 318 ciudades o pueblos (villes o villages) | |  |  |
| República Democrática del Congo | Unitario | 25 provincias 1 ciudad capital | 145 territorios 32 ciudades | 264 jefaturas 470 sectores 311 comunas | 6 070 agrupaciones 2 401 barrios | |  |  |
| República del Congo             | Unitario | 12 departamentos (departments) | 80+ distritos (districts) | comunas (communes) | | |  |  |
| Costa Rica                      | Unitario | 7 provincias | 82 cantones | 450+ distritos | | |  |  |
| Croacia                         | Unitario | 20 condados (županije) | 128 ciudades (gradovi) 428 municipios (općine) | 4 117+ comunidades locales (mjesnih odbora) (gradske četvrti [Zagreb], gradski kotari [Split]) | 6 700+ asentamientos (naselja) | |  |  |
| Cuba                            | Unitario | 15 provincias 1 municipio especial | 160+ municipios | | | |  |  |
| Chipre                          | Unitario | 6 distritos (eparchies) | 610 comunidades | | | |  |  |
| República Checa                 | Unitario | 13 regiones (kraje) | 76 distritos (okresy) 205 municipios con competencias extendidas (municipios de tercer nivel, obce s rozšířenou působností) | 393 municipios con autoridad local comisionada (municipios de segundo nivel, obce s pověřeným obecním úřadem) | 6 254 municipios de primer nivel (obce) 4 áreas no incorporadas (vojenské újezdy) que se emplean para entrenamiento militar | |  |  |
| República Checa                 | Unitario | Ciudad Capital de Praga (Hlavní město Praha) | 10 distritos (obvody) solo judiciales 22 distritos administrativos (správní obvody) | 57 distritos municipales (městské části) | 112 comunidades catastrales (katastrální území) | |  |  |
| Reino de Dinamarca              | Regional | 1 miembro sénior del Reino: Dinamarca (para diferenciarlo de Groenlandia o las Islas Feroe) | 1 miembro sénior del Reino: Dinamarca (para diferenciarlo de Groenlandia o las Islas Feroe) | 1 miembro sénior del Reino: Dinamarca (para diferenciarlo de Groenlandia o las Islas Feroe) | 1 miembro sénior del Reino: Dinamarca (para diferenciarlo de Groenlandia o las Islas Feroe) | 1 miembro sénior del Reino: Dinamarca (para diferenciarlo de Groenlandia o las Islas Feroe) |  |  |
| Reino de Dinamarca              | Regional | 5 regiones (regioner) | 98 municipios (kommuner) | | | |  |  |
| Reino de Dinamarca              | Regional | 2 territorios con gobierno propio dentro del Reino: | | | | |  |  |
| Reino de Dinamarca              | Regional | Islas Feroe | 7 regiones (sýsla) | 29 municipios (kommunur) | | |  |  |
| Reino de Dinamarca              | Regional | Groenlandia | 5 municipios (kommuner) | | | |  |  |
| Yibuti                          | Unitario | 6 regiones (régions) | 15 distritos 6 circunscripciones (arrondissements) dentro de la ciudad de Yibuti | | | |  |  |
| Dominica                        | Unitario | 10 parroquias (parishes) | | | | |  |  |
| República Dominicana            | Unitario | 31 provincias 1 distrito nacional | 158 municipios | 40+ distritos municipales | | |  |  |
| Timor Oriental                  | Unitario | 13 municipios (municípios) 1 región administrativa especial (região administrativa especial) | 65 puestos administrativos (postos administrativos) | 442 pueblos (sucos) | 2 336 aldeas (aldeias) | |  |  |
| Ecuador                         | Unitario | 24 provincias | 221 cantones | 1 000+ parroquias | | |  |  |
| Egipto                          | Unitario | 27 gobernaciones (muḥāfaẓāt) | 271 subgobernaciones (marakiz o aqsam) | 4 617+ pueblos o distritos | distritos residenciales (sheyakha) | |  |  |
| El Salvador                     | Unitario | 14 departamentos | 262 municipios | | | |  |  |
| Guinea Ecuatorial               | Unitario | 8 provincias | 32 distritos | | | |  |  |
| Eritrea                         | Unitario | 6 regiones (zoba) | 58 distritos | comunas (kebabis) | ciudades y pueblos | |  |  |
| Estonia                         | Unitario | 15 condados (maakonnad) | 15 ciudades (linnad) | distritos (linnaosad) | subdistritos (asumid) | |  |  |
| Estonia                         | Unitario | 15 condados (maakonnad) | 64 parroquias (vallad) | barrios (kandid) | 32 ciudades (linnad) 12 burgos (alevid) 188 burguillos (alevikud) 4 455 pueblos (külad) | |  |  |
| Suazilandia                     | Unitario | 4 regiones (tifundza) | 50+ distritos electorales (tinkhundla) | 360+ jefaturas (imiphakatsi) | | |  |  |
| Etiopía                         | Federal  | 12 regiones (kililoch) 2 ciudades con fueros (astedader akababiwach) | 68 zonas (zonoch) | 600+ distritos (woreda) | asociaciones de vecinos (kebeles) | |  |  |
| Fiyi                            | Unitario | 4 divisiones | 14 provincias | 50+ distritos | | |  |  |
| Fiyi                            | Unitario | 1 dependencia | | | | |  |  |
| Finlandia                       | Regional | 18 regiones (maakuntaa) | 70+ subregiones (seutukuntaa) | 317 municipios (kuntaa) | | |  |  |
| Finlandia                       | Regional | 1 provincia autónoma (itsehallinnollinen maakunta) | 16 municipios (kommuner (kuntaa)) | | | |  |  |
| Francia                         | Regional | 18 regiones (régions), que incluyen 5 regiones de ultramar (Guayana Francesa, Guadalupe, Martinica, Mayotte y Reunion) | 101 departamentos (départements) + la Metrópoli de Lyon | 332 distritos (arrondissements) | 2 054 cantones (circunscripciones electorales) | 2 054 cantones (circunscripciones electorales) |  |  |
| Francia                         | Regional | 18 regiones (régions), que incluyen 5 regiones de ultramar (Guayana Francesa, Guadalupe, Martinica, Mayotte y Reunion) | 101 departamentos (départements) + la Metrópoli de Lyon | 332 distritos (arrondissements) | 12 159 mancomunidades de diversos tipos (intercommunalités) | 35 357 comunas (Las 3 comunas de París, Lyon y Marsella se subdividen en distritos municipales.) |  |  |
| Francia                         | Regional | 1 propiedad privada del Estado, en ultramar, bajo la autoridad directa del Gobierno de Francia: la Isla Clipperton | | | | |  |  |
| Francia                         | Regional | 5 colectividades de ultramar (collectivités d'outre-mer) | | | | |  |  |
| Francia                         | Regional | Polinesia Francesa | 5 subdivisiones administrativas (subdivisions administratives) | 40+ comunas (communes) | | |  |  |
| Francia                         | Regional | San Bartolomé | 2 parroquias (paroisses)ː Sotavento y Barlovento | 40 barrios (quartiers) | | |  |  |
| Francia                         | Regional | San Martín | (sin subdivisiones) | | | |  |  |
| Francia                         | Regional | San Pedro y Miquelón | 2 comunas (communes) | | | |  |  |
| Francia                         | Regional | Wallis y Futuna | 3 reinos tradicionales (royaumes coutumiers) | Uvea está dividida además en 3 distritos | | |  |  |
| Francia                         | Regional | 1 colectividad especial (collectivité sui generis) | | | | |  |  |
| Francia                         | Regional | Nueva Caledonia | 3 provincias | 30+ comunas | | |  |  |
| Francia                         | Regional | 1 territorio de ultramar (territoire d'outre-mer) | | | | |  |  |
| Francia                         | Regional | Tierras Australes y Antárticas Francesas | 5 distritos (arrondissements) | | | |  |  |
| Gabón                           | Unitario | 9 provincias (provinces) | 49 departamentos (départements) | 152 cantones, 52 comunas, 29 distritos (cantons, communes, arrondissements) | | |  |  |
| Gambia                          | Unitario | 5 regiones 1 ciudad | 8 áreas de gobierno local | 43 distritos | | |  |  |
| Georgia                         | Regional | 10 regiones (mkhare) (porciones administradas como Osetia del Sur, actualmente bajo ocupación de Rusia, que reconocen como país algunos Estados y otros no) 1 república autónoma 1 república autónoma administrada, actualmente bajo ocupación de Rusia, que reconocen como país algunos Estados y otros no                                                | 5 ciudades (k'alak'i) 67 municipios rurales (temi) | | | |  |  |
| Alemania                        | Federal  | 16 estados federados (Länder) | 16 estados federados (Länder) | 16 estados federados (Länder) | 16 estados federados (Länder) | 16 estados federados (Länder) |  |  |
| Alemania                        | Federal  | Baden-Württemberg Baviera Hesse Renania del Norte-Westfalia | 19 distritos administrativos (Regierungsbezirke) | 3 asociaciones regionales especiales (Kommunalverbände besonderer Art) 294 distritos rurales (Landkreise o Kreise) | 1 281 mancomunidades (Gemeindeverbände) 10 907 municipios (Gemeinden), incluidosː 1 951 ciudades (Städte) 386 Ciudades de mercados (Marktgemeinde, solo en Baviera) | |  |  |
| Alemania                        | Federal  | Brandenburgo Baja Sajonia Mecklemburgo-Pomerania Occidental Renania-Palatinado Sarre Sajonia Sajonia-Anhalt Schleswig-Holstein Thuringia | | 3 asociaciones regionales especiales (Kommunalverbände besonderer Art) 294 distritos rurales (Landkreise o Kreise) | 1 281 mancomunidades (Gemeindeverbände) 10 907 municipios (Gemeinden), incluidosː 1 951 ciudades (Städte) 386 Ciudades de mercados (Marktgemeinde, solo en Baviera) | |  |  |
| Alemania                        | Federal  | 103 ciudades (distritos urbanos) (Kreisfreie Städte o Stadtkreise) | | | | |  |  |
| Alemania                        | Federal  | Bremen | 2 ciudades (Städte): Bremen (ciudades) Bremerhaven | 7 distritos (Stadtbezirke) | 32 barrios (Stadtteile) 113 localidades (Ortsteile) | |  |  |
| Alemania                        | Federal  | Berlín | 12 distritos (Bezirke) | 97 localidades (Ortsteile) | | |  |  |
| Alemania                        | Federal  | Hamburgo | 7 distritos (Bezirke) | 104 barrios (Stadtteile) | 181 localidades (Ortsteile) | |  |  |
| Ghana                           | Unitario | 16 regiones | 216 distritos | comunidades Tema (Ghana) | | |  |  |
| Ghana                           | Unitario | 16 regiones | 8 distritos municipales | zonas | | |  |  |
| Ghana                           | Unitario | 16 regiones | 3 distritos metropolitanos | distritos submetropolitanos | | |  |  |
| Grecia                          | Regional | 7 administraciones descentralizadas (apokentroménes dioikíseis) | 13 periferias (peripheries) | 74 unidades periféricas (perifereiakés enótites) | 332 municipios (dímoi) | |  |  |
| Grecia                          | Regional | 1 estado monástico autónomo (aftonomi monastiki politeia) | | | | |  |  |
| Granada                         | Unitario | 6 parroquias (parishes) 1 dependencia | | | | |  |  |
| Guatemala                       | Unitario | 22 departamentos | 332 municipios | | | |  |  |
| Guinea                          | Unitario | 8 regiones (régions) | 33 prefectures (préfectures) | 330+ subprefecturas (sous-préfectures) | [distritos] [sectores] | |  |  |
| Guinea                          | Unitario | 8 regiones (régions) | 5 comunas | | [distritos] [sectores] | |  |  |
| Guinea-Bisáu                    | Unitario | 8 regiones (regiões) 1 sector autónomo (setor autónomo) | 39 sectores (setores) | | | |  |  |
| Guyana                          | Unitario | 10 regiones | 65 consejos vecinales | | | |  |  |
| Haití                           | Unitario | 10 departamentos (départements) | 42 distritos (arrondissements) | 144 comunas (communes) | 571 secciones de comuna (sections communales) | |  |  |
| Honduras                        | Unitario | 18 departamentos | 298 municipios | 3 731 aldeas | | |  |  |
| Hungría                         | Unitario | 19 condados (vármegye) | 174 distritos (járás) | 3 154 ciudades (városok) y pueblos (községek) | | |  |  |
| Hungría                         | Unitario | 1 ciudad autónoma | 23 distritos (kerület) 1 área no distrital | 3 154 ciudades (városok) y pueblos (községek) | | |  |  |
| Islandia                        | Unitario | 8 regiones(svæði) | 64 municipios (sveitarfélög) | | | |  |  |
| India                           | Federal  | 28 estados 8 territorios de la Unión | 102 divisiones (manḍal en Andhra Pradesh, tehsils en Uttar Pradesh, talukas en Gujarat...) | 766 distritos (zile) | 5 924 subdistritos (tahsīl) | poblamientos de ingresos (revenue villages) |  |  |
| India                           | Federal  | 28 estados 8 territorios de la Unión | gobiernos locales: - gobernanza local urbana-sistema de gobierno de tercio único - gobernanza local rural-sistema de gobierno de 3 tercios | corporaciones urbanas locales: - corporaciones municipales (nagar nigam) - consejos municipales (nagar pālikā) - consejos de villas (nagar pañcāyat) | Corporaciones locales rurales (Panchayati Raj): - consejos de distrito (zilla parishad) - consejos de bloque (panchayat samiti) - consejos de aldea (grām pañcāyat) | |  |  |
| Indonesia                       | Regional | 38 provincias (provinsi) incluyendo las 9 regiones especiales (daerah istimewa) | 416 regencias (kabupaten) 98 cities (kota, anteriormente kotamadya) | 7 266 distritos (kecamatan, distrik, kapanewon, kemantren) | 83 467 villages (kelurahan, desa) | |  |  |
| Irán                            | Unitario | 31 provincias (ostanha) | 467 condados (shahrestan) | 889 distritos (bakhsh) | (2 400 áreas rurales (dehestan) ciudades (shahr) | |  |  |
| Irak                            | Federal  | 19 gobernaciones (muḥāfaẓāt), de ellos 4 en la región autónoma del Kurdistán | 120 distritos (aqḍyat) | 300+ subdistritos (naḥiyat) | pueblos (qaryat) | |  |  |
| Irlanda                         | Unitario | 26 condados (contaetha) 3 ciudades (cathracha) 2 ciudades y condados | 2 distritos metropolitanos (ceantair cathracha) 4 distritos de burgo (ceantair buirge) 89 distritos municipales (ceantair bardasacha) | 3 440 divisiones electorales (toghroinn ceantair) | 18 641 áreas pequeñas (ceantair beaga) 51 430 tierras pueblerinas (bailte) | |  |  |
| Israel                          | Regional | 6 distritos (meḥozot) Área de Judea y Samaria | 15 subdistritos (nafot) | 52 regiones naturales | 77 ciudades (arim) 124 concejos locales (moaṣot mekomiot) 54 concejos regionales (moaṣot azoriot) | |  |  |
| Italia                          | Regional | 15 regiones (regioni) 5 regiones autónomas con estatuto especial (regioni autonome a statuto speciale) | 80 provincias (province) 2 provincias autónomas o provincias con estatuto especial (province autonome) | 7 998 comunas (comuni) | 37 000+ fracciones (frazioni) y circunscripciones (circoscrizioni) | |  |  |
| Costa de Marfil                 | Unitario | 14 distritos autónomos (districts autonomes) | 31 regiones (régions) | 108 departamentos (départements) 1 área no incorporada | 510 subprefecturas (sous-préfectures) | |  |  |
| Jamaica                         | Unitario | 14 parroquias (parishes) | | | | |  |  |
| Japón                           | Regional | 47 prefecturas (todōfuken) 1 metrópolis (to) 1 territorio (dō) 2 prefecturas urbanas (fu, Kyoto y Osaka) 43 prefecturas (ken) | 792 ciudades (shi) 307 distritos (gun) 18 subprefecturas (shichō) 23 barrios especiales (tokubetsu-ku) | 1 700+ municipios (shichōsonku) ciudades (shi) pueblos (chō) villas (son) barrios (ku) | | |  |  |
| Jordania                        | Unitario | 12 gobernaciones (muḥāfaẓāt) | 52 distritos (Alwia'a) | 89 subdistritos (Nahiya) | qurah | |  |  |
| Kazajistán                      | Regional | 17 provincias (oblys) 3 ciudades con derechos de provincia (qala) Baikonur | 170 raiones (awdan) oblıstıq qala | kent | awıl aymaq | |  |  |
| Kenia                           | Regional | 47 condados (kaunti) | 262 subcondados (kaunti ndogo) | 2 400+ localidades (mtaa) | ciudades y pueblos aldeas (vijiji) | |  |  |
| Kiribati                        | Unitario | carece de divisiones administrativas | carece de divisiones administrativas | carece de divisiones administrativas | carece de divisiones administrativas | carece de divisiones administrativas |  |  |
| Kuwait                          | Unitario | 6 gobernaciones (muḥāfaẓāt) | 132 áreas (manāṭiq) | | | |  |  |
| Kirguistán                      | Unitario | 7 regiones (oblus) 2 ciudades independientes (šaar (keneš)) | 44 distritos (rayon) 14 villas (gorkeneš) | comunidades rurales o distritos rurales (ayyl aymagy) | | |  |  |
| Laos                            | Unitario | 17 provincias (khoueng) 1 prefectura | 140+ distritos (muang o muong) | pueblos (baan) | | |  |  |
| Letonia                         | Unitario | 36 municipios (novadi) 7 ciudades autónomas (valstspilsētas) | | | | |  |  |
| Líbano                          | Unitario | 9 gobernaciones (muḥāfaẓāt) | 26 distritos (qaḍya) | municipios | | |  |  |
| Lesoto                          | Unitario | 10 distritos | 80+ distritos electorales | 120+ consejos comunitarios | | |  |  |
| Liberia                         | Unitario | 15 condados | 60+ distritos | | | |  |  |
| Libia                           | Unitario | 22 distritos (sha'biyat) | 99 municipios (baladiyat) | | | |  |  |
| Liechtenstein                   | Unitario | 11 municipios (Gemeinden) | | | | |  |  |
| Lituania                        | Unitario | 10 condados (apskritys) | 60 municipios (savivaldybės) | 500+ mayorazgos (seniūnijos) | submayorazgos (seniūnaitija) | |  |  |
| Luxemburgo                      | Unitario | 12 cantones | 102 comunas | 24 barrios | | |  |  |
| Madagascar                      | Unitario | 22 regiones (faritra) | 114 distritos | 1 579 comunas (kaominina) y 17 485 pueblos (fokontany) | | |  |  |
| Malaui                          | Unitario | 3 regiones | 28 distritos | 130+ autoridades tradicionales | 60+ subjefaturas | |  |  |
| Malasia                         | Federal  | 13 estados (negeri) 3 territorios federales (wilayah persekutuan) | 17 divisiones (bahagian, solo en Sabah y Sarawak) 160 distritos (daerah/jajahan) | 1 000+ subdistritos (mukim) 8 000+ pueblos (kampung) 21 presint | | |  |  |
| Maldivas                        | Unitario | 20 administraciones de atolones y 1 ciudad | 189 islas | | | |  |  |
| Mali                            | Unitario | 10 regiones (régions) 1 distrito capital | 40+ círculos (cercles) | 1 400+ distritos (arrondissements) | 700+ comunas (communes) | |  |  |
| Malta                           | Unitario | 5 regiones (reġjuni) | 68 concejos locales (kunsilli lokali) | | | |  |  |
| Islas Marshall                  | Unitario | 24 municipios | | | | |  |  |
| Mauritania                      | Regional | 15 regiones (wilayat); la ciudad capital de Nuakchot comprende 3 regiones | 44 departamentos (moughataas) | 216 comunas (algunas de las cuales están consolidadas con departamentos) | | |  |  |
| Mauricio                        | Unitario | 1 región autónoma | 14 zonas | 120+ pueblos, 4 ciudades 173 localidades | | |  |  |
| Mauricio                        | Unitario | Mauricio | 9 distritos | 120+ pueblos, 4 ciudades 173 localidades | | |  |  |
| Mauricio                        | Unitario | 2 islas exteriores sin gobierno (más otras 2 reclamadas) | | 120+ pueblos, 4 ciudades 173 localidades | | |  |  |
| México                          | Federal  | 31 estados | 2 458 municipios | Unos pocos municipios están subdivididos en delegaciones, demarcaciones o alcaldías, algunos de manera incompleta. | | |  |  |
| México                          | Federal  | 1 ciudad autónoma | 16 demarcaciones territoriales | | | |  |  |
| Micronesia                      | Federal  | 4 estados | 70+ ciudades y municipios | | | |  |  |
| Moldavia                        | Regional | 32 distritos (raioane) 3 municipios Chișinău, Bălți y Tighina 2 unidades territoriales autónomas: Gagauzia y Unidad territorial autónoma con un estatus jurídico especial Transnistria (reclamada por Moldavia, pero administrada por la no reconocida República Moldava Pridnestroviana)                                                                  | 10 municipios (municipii) 50 ciudades 60+ localidades urbanas 660+ pueblos (sate) 880+ localidades rurales | | | |  |  |
| Mónaco                          | Unitario | 1 municipio | 3 distritos | 10 barrios | | |  |  |
| Mongolia                        | Unitario | 21 provincias (aimag) | 331 distritos (sum) | 1 538 brigadas (bags o baghs) | | |  |  |
| Mongolia                        | Unitario | 1 ciudad capital, Ulán Bator | 9 distritos (düüregs) | 173 subdistritos (horood) | | |  |  |
| Montenegro                      | Unitario | 25 municipios (opštine) | 1 256 poblaciones (naselja) | | | |  |  |
| Marruecos                       | Unitario | 12 regiones (3 contienen partes del disputado Sahara Occidental) | 13 prefecturas 62 provincias | círculos | comunas rurales | |  |  |
| Marruecos                       | Unitario | 12 regiones (3 contienen partes del disputado Sahara Occidental) | 13 prefecturas 62 provincias | comunas urbanas (arrondissements) | | |  |  |
| Mozambique                      | Unitario | 11 provincias (provincias) | 128 distritos (distritos) | 405 puestos administrativos (postos) | [distritos urbanos] localidades (localidades) | |  |  |
| Birmania                        | Unitario | 7 estados | 67 distritos | 330 villas | - 3 183 barrios (ရပ်ကွက်, yatkwet) - 13 602 agrupaciones de pueblos (ကျေးရွာအုပ်စု) | 70 838 pueblos |  |  |
| Birmania                        | Unitario | 7 regiones | 67 distritos | 330 villas | - 3 183 barrios (ရပ်ကွက်, yatkwet) - 13 602 agrupaciones de pueblos (ကျေးရွာအုပ်စု) | 70 838 pueblos |  |  |
| Birmania                        | Unitario | 1 territorio de la Unión | 67 distritos | 330 villas | - 3 183 barrios (ရပ်ကွက်, yatkwet) - 13 602 agrupaciones de pueblos (ကျေးရွာအုပ်စု) | 70 838 pueblos |  |  |
| Birmania                        | Unitario | 5 zonas autoadministradas (ကိုယ်ပိုင်အုပ်ချုပ်ခွင့်ရ ဒေသ) | | 330 villas | - 3 183 barrios (ရပ်ကွက်, yatkwet) - 13 602 agrupaciones de pueblos (ကျေးရွာအုပ်စု) | 70 838 pueblos |  |  |
| Birmania                        | Unitario | 1 división autoadministrada | | 330 villas | - 3 183 barrios (ရပ်ကွက်, yatkwet) - 13 602 agrupaciones de pueblos (ကျေးရွာအုပ်စု) | 70 838 pueblos |  |  |
| Namibia                         | Unitario | 14 regiones | 121 distritos electorales | ciudades villas pueblos asentamientos | | |  |  |
| Nauru                           | Unitario | 8 circunscripciones electorales | 14 distritos | localidades | | |  |  |
| Nepal                           | Federal  | 7 provincias (pradesh) | 77 distritos (jilla) | 6 ciudades metropolitanas (महानगरपालिका, mahānagarpālikā) 11 ciudades submetropolitanas (उप-महानगरपालिका, upa-mahānagarpālikā) 276 municipios ((नगरपालिका, nagarpālikā) 486 municipios rurales ]] (गाउँपालिका gāunpālikā) | 6 743 barrios (wadā) | |  |  |
| Reino de los Países Bajos       | Regional | 4 países (landen): | 4 países (landen): | 4 países (landen): | 4 países (landen): | 4 países (landen): |  |  |
| Reino de los Países Bajos       | Regional | Países Bajos | 12 provincias (provincies) | 344 municipios (gemeenten) | distritos urbanos (deelgemeenten) | |  |  |
| Reino de los Países Bajos       | Regional | Países Bajos | 3 entidades públicas (openbare lichamen) (Caribe Neerlandés región) | Bonaire | 2 ciudades, vecindades | |  |  |
| Reino de los Países Bajos       | Regional | Países Bajos | 3 entidades públicas (openbare lichamen) (Caribe Neerlandés región) | San Eustaquio | vecindades | |  |  |
| Reino de los Países Bajos       | Regional | Países Bajos | 3 entidades públicas (openbare lichamen) (Caribe Neerlandés región) | Saba | 4 pueblos | |  |  |
| Reino de los Países Bajos       | Regional | Aruba | 8 regiones | | | |  |  |
| Reino de los Países Bajos       | Regional | Curazao | 2 distritos y 1 ciudad especial | 10 áreas | 4 barrios | |  |  |
| Reino de los Países Bajos       | Regional | Sint Maarten San Martín | 8 unidades administrativas | | | |  |  |
| Reino de Nueva Zelanda          | Regional | (no confundir con Nueva Zelanda) | (no confundir con Nueva Zelanda) | (no confundir con Nueva Zelanda) | (no confundir con Nueva Zelanda) | (no confundir con Nueva Zelanda) |  |  |
| Reino de Nueva Zelanda          | Regional | Nueva Zelanda | 11 regiones no unitarias | 13 ciudades 53 distritos | distritos electorales (wards) | suburbios (urbanos, suburbs) y localidades (rurales, localities) |  |  |
| Reino de Nueva Zelanda          | Regional | Nueva Zelanda | 1 autoridad territorial especial | | | |  |  |
| Reino de Nueva Zelanda          | Regional | Nueva Zelanda | 5 autoridades unitarias | | | |  |  |
| Reino de Nueva Zelanda          | Regional | Nueva Zelanda | 3 grupos de islas alejadas: - Islas Kermadec - Islas subantárticas de Nueva Zelanda - Islas de Three Kings (no confundir con las Islas de los Tres Reyes, que están en Filipinas) | | | |  |  |
| Reino de Nueva Zelanda          | Regional | Dependencia Ross | | | | |  |  |
| Reino de Nueva Zelanda          | Regional | 1 territorio no autónomo: | | | | |  |  |
| Reino de Nueva Zelanda          | Regional | Tokelau | 3 consejos insulares | | | |  |  |
| Reino de Nueva Zelanda          | Regional | 2 estados asociados: | | | | |  |  |
| Reino de Nueva Zelanda          | Regional | Islas Cook | 10 consejos insulares]] | distritos | subdistritos (tapere) | |  |  |
| Reino de Nueva Zelanda          | Regional | Niue | 14 aldeas | | | |  |  |
| Nicaragua                       | Regional | 15 departamentos 2 regiones autónomas | 153 municipios | | | |  |  |
| Níger                           | Unitario | 7 regiones (régions) 1 distrito capital | 63 departamentos (départements) | comunas, cantones y agrupaciones (groupements) | | |  |  |
| Nigeria                         | Federal  | 36 estados 1 territorio de la capital federal | 774 áreas de gobierno local | 8 813 barrios | | |  |  |
| Corea del Norte                 | Unitario | 9 provincias (do) 4 ciudades especiales | 150+ ciudades, condados, distritos de trabajadores (en algunos condados), distritos y barrios | villas (en condados), vecindades (en ciudades), pueblos (en el campo) | | |  |  |
| Macedonia del Norte             | Unitario | 8 regiones estadísticas | 80 municipios (opštini) | | | |  |  |
| Noruega                         | Regional | 15 municipios-condado (fylkeskommuner) | 352 municipios de segundo nivel (kommuner) 3 centenas (herader Krødsherad, Sauherad y Kvinnherad) | | | |  |  |
| Noruega                         | Regional | 1 ciudad autónoma | 15 distritos (bydeler) 2 no-distritos (Marka y Sentrum) | | | |  |  |
| Noruega                         | Regional | 2 áreas ultramarinas integrales: Svalbard, Jan Mayen | | | | |  |  |
| Noruega                         | Regional | 3 dependencias: Isla Pedro I, Isla Bouvet, Tierra de la Reina Maud | | | | |  |  |
| Omán                            | Unitario | 11 gobernaciones (muḥāfaẓāt) | 61 provincias (wilayat) | | | |  |  |
| Pakistán                        | Federal  | 4 provincias 2 territorios | 38 divisiones | 168 distritos | 596 subdistritos (tehsils) | casi 6 000 consejos sindicales |  |  |
| Pakistán                        | Federal  | 1 territorio de capital federal | 5 zonas | 27 consejos sindicales | | |  |  |
| Palaos                          | Unitario | 16 estados | consejos municipales(s) ayuntamientos rurales pueblos tradicionales | | | |  |  |
| Palestina                       | Unitario | 16 gobernaciones | 121 consejos municipales 355 consejos de pueblos | consejos locales (Jerusalén Este) | | |  |  |
| Panamá                          | Unitario | 10 provincias 6 comarcas indígenas | 68 distritos | 587 corregimientos | | |  |  |
| Panamá                          | Unitario | 6 comarcas indígenas | 11 distritos | 79 corregimientos | | |  |  |
| Papúa Nueva Guinea              | Regional | 4 regiones | 20 provincias 1 región autónoma 1 distrito de capital nacional | distritos | áreas de gobierno local | |  |  |
| Paraguay                        | Unitario | 17 departamentos 1 distrito capital | 262 distritos | | | |  |  |
| Perú                            | Regional | 26 circunscripciones de gobierno regional (provisional) - 24 departamentos (constitucional) - Gobierno Regional del Callao - Municipalidad Metropolitana de Lima | 196 provincias | 1 869 distritos | 2 645 centros poblados | |  |  |
| Filipinas                       | Regional | 15 regiones (rehiyong pampangasiwaan) 1 región autónoma (awtonomong rehiyon) | 82 provincias (lalawigan o probinsya) | ciudades altamente urbanizadas, ciudades componentes independientes y ciudades componentes 1 488 municipios (karaniwang bayan) | 42 027 barrios (barangayes), algunos agrupados en distritos | |  |  |
| Filipinas                       | Regional | 15 regiones (rehiyong pampangasiwaan) 1 región autónoma (awtonomong rehiyon) | 22 ciudades independientes (17 ciudades altamente urbanizadas y 5 ciudades componentes independientes) | | 42 027 barrios (barangayes), algunos agrupados en distritos | |  |  |
| Filipinas                       | Regional | 1 región de la capital nacional (pambansang punong rehiyon) | otras 16 ciudades altamente urbanizadas 1 municipio independiente | otras 16 ciudades altamente urbanizadas 1 municipio independiente | 42 027 barrios (barangayes), algunos agrupados en distritos | |  |  |
| Polonia                         | Unitario | 16 voivodatos (województwa) | 314 condados rurales (powiaty ziemskie) | 2 478 municipios (gminy) de 3 tipos | 40 740 rurales (sołectwa) urbanos (dzielnice u osiedla) | |  |  |
| Polonia                         | Unitario | 16 voivodatos (województwa) | 66 condados urbanos (powiaty grodzkie; ) | | 40 740 rurales (sołectwa) urbanos (dzielnice u osiedla) | |  |  |
| Portugal                        | Regional | 18 distritos (distritos) 2 regiones autónomas (regiões autónomas) | 308 municipios (concelhos o municípios) | 3 091 parroquias (freguesias) | localidades | |  |  |
| Catar                           | Unitario | 8 municipios (baladiya'at) | 98 zonas | | | |  |  |
| Rumania                         | Unitario | 41 condados (județe) | 320 ciudades y villas (103 municipiu' > 15 000 habitantes y orașe) 2 856 comunas (divididas en 12 955 pueblos, sate) | | | |  |  |
| Rumania                         | Unitario | 1 municipio autónomo | 6 sectores | | | |  |  |
| Rusia                           | Federal  | 89 sujetos federales: | 89 sujetos federales: | 89 sujetos federales: | 89 sujetos federales: | 89 sujetos federales: |  |  |
| Rusia                           | Federal  | 48 óblast 24 repúblicas 4 distritos autónomos (автономные округа) 9 krais (края) 1 óblast autónomo | 2 027 distritos (районы) 561 ciudades y villas significativas para el sujeto federal | 416 villas distritalmente significativas 767 asentamientos urbanos distritalmente significativos 15 002 concejos rurales y equivalentes (сельсовет) | | |  |  |
| Rusia                           | Federal  | 3 ciudades federales | | | | |  |  |
| Rusia                           | Federal  | Moscú | 12 okrugs | 125 distritos (районы) | asentamientos (poseleniy) | |  |  |
| Rusia                           | Federal  | San Petersburgo | 18 distritos (районы) | 81 okrugs | | |  |  |
| Rusia                           | Federal  | Sebastopol | 4 distritos (районы) | 2 ciudades con un consejo urbano, 1 asentamiento urbano con un consejo rural y 29 localidades rurales | | |  |  |
| Ruanda                          | Unitario | 5 provincias (intara) | 30 distritos (uturere, en singular akarere) municipios (umujyi) | 410+ sectores (imirenge) | 9 100+ células (utugari, en singular akagali) | 14 000+ pueblos (imidugudu, en singular umuduguduakagari) |  |  |
| San Cristóbal y Nieves          | Federal  | San Cristóbal | 14 parroquias | | | |  |  |
| San Cristóbal y Nieves          | Federal  | Nieves | 14 parroquias | | | |  |  |
| Santa Lucía                     | Unitario | 10 distritos (anteriormente 12 barrios) | | | | |  |  |
| San Vicente y las Granadinas    | Unitario | 6 parroquias | | | | |  |  |
| Samoa                           | Unitario | 11 distritos (itūmālō) | | | | |  |  |
| San Marino                      | Unitario | 9 municipios (castelli) | | | | |  |  |
| Santo Tomé y Príncipe           | Regional | 6 distritos 1 región autónoma | | | | |  |  |
| Arabia Saudita                  | Unitario | 13 regiones (manaṭiq) | 150 gobernaciones (muḥafaẓat) | 1 541 subdistritos (marakiz) | | |  |  |
| Senegal                         | Unitario | 14 regiones (régions) | 46 departamentos (départaments) | 133 distritos (arrondissements) | comunas (communes)[cita requerida] | |  |  |
| Serbia                          | Regional | - 29 distritos (okruga) - 1 ciudad autónoma, - 1 provincia autónoma - Provincia Autónoma de Kosovo y Metojia (reclamada por Serbia pero administrada por la parcialmente reconocida Kosovo) | 150 municipios (opština) 24 cities (grada) | | | |  |  |
| Seychelles                      | Unitario | 26 distritos | | | | |  |  |
| Sierra Leona                    | Unitario | 4 provincias 1 área | 14 distritos | 149 jefaturas | | |  |  |
| Singapur                        | Unitario | 5 consejos de desarrollo comunitario | 31 distritos electorales | 93 barrios | | |  |  |
| Singapur                        | Unitario | 5 consejos de desarrollo comunitario | 1 distrito central de negocios | | | |  |  |
| Eslovaquia                      | Unitario | 8 regiones (kraje) | 79 distritos (okresy) | 2 891 municipios]] (obcí) de los cuales 141 son ciudades o villas]] (mestá) | áreas catastrales (katastrálne územia) | |  |  |
| Eslovenia                       | Unitario | 212 municipios (občine) | | | | |  |  |
| Islas Salomón                   | Regional | 9 provincias [[Honiara\|1 territorio de la capital | | | | |  |  |
| Somalia                         | Federal  | 6 estados | 18 regiones (gobolada) | 75 distritos (degmooyin) | | |  |  |
| Sudáfrica                       | Regional | 9 provincias | 44 distritos municipales | 205 municipios local | 4 468 distritos electorales | |  |  |
| Sudáfrica                       | Regional | 9 provincias | 8 municipios metropolitano | | 4 468 distritos electorales | |  |  |
| Corea del Sur                   | Regional | 6 provincias (do) | 75 cities (si) 77 condados (gun) | distritos (gu) | vecindades (dong) villas (eup) burgos (myeon) | pueblos (ri, quinto nivel) aldeas (ban, sexto nivel) |  |  |
| Corea del Sur                   | Regional | 6 ciudades metropolitanas]] (gwangyeoksi) | distritos autónomos (gu, jachigu) 5 condados | vecindades (dong) villas (eup) burgos (myeon) | pueblos (ri) | |  |  |
| Corea del Sur                   | Regional | 3 provincias especiales autogobernadas (teukbyeol jachido) | 2 ciudades (si) | Neighborhoods (dong) villas (eup) burgos (myeon) | | |  |  |
| Corea del Sur                   | Regional | 1 ciudad autónoma especial (teukbyeol jachisi) | | Neighborhoods (dong) villas (eup) burgos (myeon) | | |  |  |
| Corea del Sur                   | Regional | 1 ciudad especial (teukbyeolsi) | 35 distritos no autónomos (gu, ilbangu) | vecindades (dong) | | |  |  |
| Sudán del Sur                   | Federal  | 10 estados 2 áreas administrativas 1 área con estatus administrativo especial | 183 counties | 540 distritos (payams) | 2 500 subdistritos (bomas) | |  |  |
| España                          | Regional | 17 comunidades autónomas | 50 provincias | un número variable de comarcas según el criterio que se aplique | 8 132 municipios | |  |  |
| España                          | Regional | 2 ciudades autónomas, Ceuta y Melilla | | | | |  |  |
| España                          | Regional | 4 plazas de soberanía | | | | |  |  |
| Sri Lanka                       | Regional | 9 provincias | 25 distritos | 320+ secretariados divisionales | | |  |  |
| Sudán                           | Federal  | 18 estados (wilayat}) | 86 distritos | | | |  |  |
| Surinam                         | Unitario | 10 distritos (districten) | 62 ressorts (ressorten) | | | |  |  |
| Suecia                          | Unitario | 21 condados (län) | 290 municipios (kommuner) | 2 523 distritos de registro (folkbokföring) | | |  |  |
| Suiza                           | Federal  | 26 cantones | 137 distritos (no en todos los cantones, las denominaciones varían) | 2 131 municipios o comunas (varía según el cantón) | | |  |  |
| Siria                           | Unitario | 14 gobernaciones (muḥāfaẓāt) | 60 distritos (mintaqah) | subdistritos (nawaḥi) | pueblos | |  |  |
| Tayikistán                      | Regional | 3 regiones (viloyatho) 1 provincia autónoma 1 ciudad capital | 60+ distritos (nohiya) 18 ciudades 2 consejos de ciudades (hukumati)[cita requerida] | 368 comunas rurales (jamoats) | 65 villas 4 223 pueblos | |  |  |
| Tanzania                        | Regional | 31 regiones (mkoa), incluido Zanzíbar, un territorio semiautónomo de 5 regiones | 120+ distritos (wilayat) | divisiones | [distritos electorales] | [pueblos] |  |  |
| Tailandia                       | Unitario | 76 provincias (changwat) | 878 distritos (amphoe) | 7 255 subdistritos (tambons) | 74 944 poblados (muban) asociaciones comunitarias (chum-chon) | |  |  |
| Tailandia                       | Unitario | 76 provincias (changwat) | municipios (thesaban) de 3 niveles 1 área administrativa especial | | 74 944 poblados (muban) asociaciones comunitarias (chum-chon) | |  |  |
| Tailandia                       | Unitario | otra área administrativa especial | 50 distritos (khet) | 180 subdistritos (kwaeng) | | |  |  |
| Togo                            | Unitario | 5 regiones (régions) | 30 prefecturas (préfectures) | | | |  |  |
| Tonga                           | Unitario | 5 divisiones administrativas | 23 distritos (vahe) | | | |  |  |
| Trinidad y Tobago               | Regional | 7 regiones 5 burgos 2 ciudades 1 distrito electoral (Tobago) | | | | |  |  |
| Túnez                           | Unitario | 24 gobernaciones (wilayat) | 264 delegaciones o distritos (mutamadiyat) | 350 municipios (shaykhat) | 2 073 sectores (imadats) | |  |  |
| Turquía                         | Unitario | 51 provincias (il) | 403 distritos (ilçe) | 403 capitales de distrito]] 388 ciudades (belde) 18 260 villages (köy) | 32 244 barrios (mahalla, en ciudades) | |  |  |
| Turquía                         | Unitario | 30 municipios metropolitanos (municipios-provincia consolidados) | 519 municipios distritales consolidados | 519 municipios distritales consolidados | 32 244 barrios (mahalla, en ciudades) | |  |  |
| Turkmenistán                    | Unitario | 5 regiones (welaýatlar, también conocidas como provincias) | 37 distritos (etraplar) 7 ciudades con estatus de distrito]] | ? | | |  |  |
| Turkmenistán                    | Unitario | 1 región capital | 4 distritos (uly etraplar) | | | |  |  |
| Tuvalu                          | Unitario | 9 distritos | | | | |  |  |
| Uganda                          | Unitario | 135 distritos 1 ciudad | 167 condados 31 municipios 25 divisiones de ciudades | 1 496 subcondados 580 consejos municipales 89 divisiones municipales | 10 717 parroquias 71 213 pueblos | |  |  |
| Ucrania                         | Regional | 24 óblast (regiones) 2 ciudades con estatus especial 1 república autónoma | 136 raiones (distritos) | 1 469 municipios (hromadas, comunidades territoriales) | 7 567 mayorazgos (starosta okruhs) | |  |  |
| Emiratos Árabes Unidos          | Federal  | 7 emiratos (imarat) | regiones, sectores y municipios | distritos locales | comunidades locales | |  |  |
| Reino Unido                     | Regional | 4 naciones constitutivas (constituent countries) | 4 naciones constitutivas (constituent countries) | 4 naciones constitutivas (constituent countries) | 4 naciones constitutivas (constituent countries) | 4 naciones constitutivas (constituent countries) |  |  |
| Reino Unido                     | Regional | Inglaterra | Gran Londres | City de Londres | 25 distritos (wards) | |  |  |
| Reino Unido                     | Regional | Inglaterra | Gran Londres | 32 municipios (boroughs) (incluida 1 ciudad) | áreas | |  |  |
| Reino Unido                     | Regional | Inglaterra | Gran Londres | 32 municipios (boroughs) (incluida 1 ciudad) | 10 449 parroquias civiles (civil parishes, equivalentes a municipios) con algunas áreas no parroquializadas | |  |  |
| Reino Unido                     | Regional | Inglaterra | 8 regiones | 11 autoridades combinadas y autoridades condales combinadas (metropolitanas) | 36 municipios metropolitanos (también conocidos como distritos metropolitanos) | |  |  |
| Reino Unido                     | Regional | Inglaterra | 8 regiones | 21 condados no metropolitanos | 164 distritos no metropolitanos | |  |  |
| Reino Unido                     | Regional | Inglaterra | 8 regiones | 1 condado no autogobernado ni metropolitano | 6 distritos no metropolitanos (de facto autoridades unitarias) | |  |  |
| Reino Unido                     | Regional | Inglaterra | 56 autoridades unitarias | | | |  |  |
| Reino Unido                     | Regional | Inglaterra | 1 autoridad unitaria sui generis | | | |  |  |
| Reino Unido                     | Regional | Inglaterra | 39 condados históricos | 5 tierras (lathes) 3 partes (parts) 3 tercios (ridings) 6 cuerdas (rapes) | | |  |  |
| Reino Unido                     | Regional | Escocia | 32 council areas que se traducen, no literalmente, por condados | 1 369 áreas comunitarias (community council areas) | | |  |  |
| Reino Unido                     | Regional | Gales | 22 áreas principales (principal areas) | 878 comunidades (communities) | | |  |  |
| Reino Unido                     | Regional | 3 dependencias de la Corona: | | | | |  |  |
| Reino Unido                     | Regional | Bailía de Guernsey | 10 parroquias 2 dependencias (Alderney y Sark) | | | |  |  |
| Reino Unido                     | Regional | Bailía de Jersey | 12 parroquias | 48 veintenas (vingtaines), 6 recogidas (cueillettes) | | |  |  |
| Reino Unido                     | Regional | Isla de Man | 6 sextos (sheadings) | 15 parroquias (parishes), 9 villas (towns) y pueblos (villages) | | |  |  |
| Reino Unido                     | Regional | 14 territorios de ultramar: | | | | |  |  |
| Reino Unido                     | Regional | Akrotiri y Dekelia | 2 bases militares soberanas | | | |  |  |
| Reino Unido                     | Regional | Anguila | 14 distritos | | | |  |  |
| Reino Unido                     | Regional | Bermudas | 9 parroquias 2 municipios | | | |  |  |
| Reino Unido                     | Regional | Territorio Antártico Británico | tierras | | | |  |  |
| Reino Unido                     | Regional | Territorio Británico del Océano Índico | 2 grupos de islas | | | |  |  |
| Reino Unido                     | Regional | Islas Vírgenes Británicas | 5 distritos | | | |  |  |
| Reino Unido                     | Regional | Islas Caimán | 7 distritos | | | |  |  |
| Reino Unido                     | Regional | Islas Malvinas | 2 distritos electorales | | | |  |  |
| Reino Unido                     | Regional | Gibraltar | 7 áreas residenciales principales | 70 áreas de enumeración | | |  |  |
| Reino Unido                     | Regional | Montserrat | 3 parroquias | | | |  |  |
| Reino Unido                     | Regional | Islas Pitcairn | 4 islas | | | |  |  |
| Reino Unido                     | Regional | Santa Elena, Ascensión y Tristán de Acuña | 3 partes del territorio: Santa Elena Isla Ascensión Tristán de Acuña | 8 distritos (solo en Santa Elena) | | |  |  |
| Reino Unido                     | Regional | Islas Georgias del Sur y Sandwich del Sur | 2 grupos de islas | | | |  |  |
| Reino Unido                     | Regional | Islas Turcas y Caicos | 6 distritos | | | |  |  |
| Estados Unidos                  | Federal  | 50 estados 1 distrito federal | 3 142 condados y equivalentes a condados (19 distritos —boroughs— y 11 áreas censales en Alaska, 64 parroquias en Louisiana, 41 ciudades independientes) | El gobierno local en Estados Unidos varía ampliamente según el estado; algunas entidades abarcan más de un condado y otros límites. El censo de 2012 contó 19 522 municipios (municipalities), 16 364 ayuntamientos (civil townships), 37 203 distritos especiales (special districts), y 12 884 distritos escolares independientes (independent school districts) con gobiernos activos. Muchos estados utilizan el ayuntamiento (township) como nivel administrativo entre el condado y el municipio (municipality). La mayoría de los estados tienen condados con áreas no incorporadas (sin gobierno municipal). Los gobiernos municipales se denominan, en inglés, cities, towns, townships, boroughs y villages, que se pueden traducir aproximadamente al español por ciudades, villas, ayuntamientos, burgos y pueblos, pero el significado exacto de cada palabra depende de los estatutos municipales aplicables. Estos gobiernos pueden conformar de 1 a 3 niveles administrativos. Muchos municipios están divididos administrativamente en boroughs, wards, districts, neighborhoods o villages (burgos, barrios, distritos, vecindades o pueblos), que pueden tener o no un órgano de gobierno. El censo de Estados Unidos define la división civil menor y la división censal del condado (census county division) para las divisiones condales de máximo nivel, muchas veces solo con propósitos estadísticos. | El gobierno local en Estados Unidos varía ampliamente según el estado; algunas entidades abarcan más de un condado y otros límites. El censo de 2012 contó 19 522 municipios (municipalities), 16 364 ayuntamientos (civil townships), 37 203 distritos especiales (special districts), y 12 884 distritos escolares independientes (independent school districts) con gobiernos activos. Muchos estados utilizan el ayuntamiento (township) como nivel administrativo entre el condado y el municipio (municipality). La mayoría de los estados tienen condados con áreas no incorporadas (sin gobierno municipal). Los gobiernos municipales se denominan, en inglés, cities, towns, townships, boroughs y villages, que se pueden traducir aproximadamente al español por ciudades, villas, ayuntamientos, burgos y pueblos, pero el significado exacto de cada palabra depende de los estatutos municipales aplicables. Estos gobiernos pueden conformar de 1 a 3 niveles administrativos. Muchos municipios están divididos administrativamente en boroughs, wards, districts, neighborhoods o villages (burgos, barrios, distritos, vecindades o pueblos), que pueden tener o no un órgano de gobierno. El censo de Estados Unidos define la división civil menor y la división censal del condado (census county division) para las divisiones condales de máximo nivel, muchas veces solo con propósitos estadísticos. | El gobierno local en Estados Unidos varía ampliamente según el estado; algunas entidades abarcan más de un condado y otros límites. El censo de 2012 contó 19 522 municipios (municipalities), 16 364 ayuntamientos (civil townships), 37 203 distritos especiales (special districts), y 12 884 distritos escolares independientes (independent school districts) con gobiernos activos. Muchos estados utilizan el ayuntamiento (township) como nivel administrativo entre el condado y el municipio (municipality). La mayoría de los estados tienen condados con áreas no incorporadas (sin gobierno municipal). Los gobiernos municipales se denominan, en inglés, cities, towns, townships, boroughs y villages, que se pueden traducir aproximadamente al español por ciudades, villas, ayuntamientos, burgos y pueblos, pero el significado exacto de cada palabra depende de los estatutos municipales aplicables. Estos gobiernos pueden conformar de 1 a 3 niveles administrativos. Muchos municipios están divididos administrativamente en boroughs, wards, districts, neighborhoods o villages (burgos, barrios, distritos, vecindades o pueblos), que pueden tener o no un órgano de gobierno. El censo de Estados Unidos define la división civil menor y la división censal del condado (census county division) para las divisiones condales de máximo nivel, muchas veces solo con propósitos estadísticos. |  |  |
| Estados Unidos                  | Federal  | 50 estados 1 distrito federal | 326 reservas indias que solapan su territorio con el de los estados, pero se administran independientemente | (varía) | (varía) | |  |  |
| Estados Unidos                  | Federal  | 4 territorios organizados no incorporados: | | | | |  |  |
| Estados Unidos                  | Federal  | Guam | 19 entidades conocidas en inglés como villages o municipalities y en español como ciudades o municipios | | | |  |  |
| Estados Unidos                  | Federal  | Islas Marianas del Norte | 4 municipios | | | |  |  |
| Estados Unidos                  | Federal  | Puerto Rico | 78 municipios | 902 barrios, de los cuales 75 son "barrio-pueblo" | | |  |  |
| Estados Unidos                  | Federal  | Islas Vírgenes de los Estados Unidos | 3 distritos | 20 subdistritos | | |  |  |
| Estados Unidos                  | Federal  | 1 territorio autogobernado no incorporado ni organizado: | | | | |  |  |
| Estados Unidos                  | Federal  | Samoa Americana | 3 distritos | 15 condados | 76 pueblos | |  |  |
| Estados Unidos                  | Federal  | Samoa Americana | 2 atolones no organizados | | | |  |  |
| Estados Unidos                  | Federal  | 11 islas sin población local: Isla Baker, Isla Howland, Isla Jarvis, Atolón Johnston, Arrecife Kingman, Islas Midway, Atolón Palmyra (incorporado), Isla Wake, Isla Navaza (reclamada por Haití), Bajo Nuevo (asignado a Colombia, pero reclamado por otros países, entre ellos Estados Unidos), y Banco Serranilla (en la misma situación que Bajo Nuevo) | | | | |  |  |
| Uruguay                         | Unitario | 19 departamentos | 125 municipios | | | |  |  |
| Uzbekistán                      | Regional | 12 provincias (viloyatlar) | 144 distritos (tumanlar) | asamblea ciudadana de pueblos asentamientos de tipo urbano ciudades subordinadas al distrito | | |  |  |
| Uzbekistán                      | Regional | 12 provincias (viloyatlar) | ciudades subordinadas a la región | ciudades asamblea ciudadana de pueblos asentamientos de tipo urbano | | |  |  |
| Uzbekistán                      | Regional | 1 república autónoma | ciudades subordinadas a la república | asentamientos de tipo urbano | | |  |  |
| Uzbekistán                      | Regional | 1 república autónoma | 16 distritos | asamblea ciudadana de pueblos asentamientos de tipo urbano ciudades subordinadas al distrito | | |  |  |
| Uzbekistán                      | Regional | 1 ciudad independiente | 15 distritos | asentamientos de tipo urbano | | |  |  |
| Vanuatu                         | Unitario | 6 provincias | municipios, concejos locales | | | |  |  |
| Ciudad del Vaticano             | Unitario | no tiene divisiones administrativas | | | | |  |  |
| Venezuela                       | Federal  | 23 estados | 335 municipios | 1 136 parroquias | | |  |  |
| Venezuela                       | Federal  | 1 distrito capital | 335 municipios | 1 136 parroquias | | |  |  |
| Venezuela                       | Federal  | 12 grupos de islas | Territorio insular Francisco de Miranda | | | |  |  |
| Vietnam                         | Unitario | 58 provincias (tỉnh) | 82 ciudades provinciales (thành phố trực thuộc tỉnh) 53 ciudades distritales (thị xã) 523 distritos (huyện) 11 đảo | 619 villas comunales (thị trấn) 1 203 barrios (phường) 8 198 comunas rurales (xã) | | |  |  |
| Vietnam                         | Unitario | 5 municipios (thành phố trực thuộc trung ương) | 46 distritos urbanos (quận) 1 ciudad dentro de un municipio (thành phố thuộc thành phố trực thuộc trung ương) | 577 barrios (phường) | | |  |  |
| Yemen                           | Unitario | 21 gobernaciones (muḥāfaẓāt) 1 municipio | 333 distritos | 2 210+ [subdistritos] | 38 284 [pueblos] | |  |  |
| Zambia                          | Unitario | 10 provincias | 89 distritos | | | |  |  |
| Zimbabue                        | Unitario | 10 provincias | 59 distritos | 1 200 municipios | | |  |  |

### Estados miembros de agencias especializadas de las Naciones Unidas
| País   | Tipo     | Divisiones administrativas | Divisiones administrativas | Divisiones administrativas | Divisiones administrativas |
| País   | Tipo     | Primer nivel               | Segundo nivel              | Tercer nivel               | Cuarto nivel +             |
| ------ | -------- | -------------------------- | -------------------------- | -------------------------- | -------------------------- |
| Kosovo | Unitario | 7 distritos                | 38 municipios              |                            |                            |

### Otros Estados
| Country                                                             | Tipo     | Divisiones administrativas                                             | Divisiones administrativas                       | Divisiones administrativas                                                                                      | Divisiones administrativas                 |
| Country                                                             | Tipo     | Primer nivel                                                           | Segundo nivel                                    | Tercer nivel | Cuarto nivel+                              |
| ------------------------------------------------------------------- | -------- | ---------------------------------------------------------------------- | ------------------------------------------------ | --- | ------------------------------------------ |
| Abjasia                                                             | Unitario | 7 distritos (araion)                                                   | ciudades y villas[¿cuántos?]                     | |                                            |
| Osetia del Sur                                                      | Unitario | 4 distritos (raiones)                                                  |                                                  | |                                            |
| República de China                                                  | Regional | 6 municipios especiales (zhíxiáshì) 2 provincias (discutido)]] (shěng) | 13 condados (xiàn) 3 ciudades provinciales (shì) | 170 distritos (qū) 12 ciudades-condado (xiànxiáshì) 40 municipios urbanos (zhèn) 146 municipios urbanos (xiāng) | pueblos urbanos (lǐ) pueblos rurales (cūn) |
| Somalilandia                                                        | Unitario | 6 regiones (gobolada)                                                  | 18 distritos                                     | |                                            |
| Chipre del Norte                                                    | Unitario | 5 distritos (ilçe)                                                     | subdistritos                                     | componentes, barrios                                                                                            |                                            |
| Transnistria                                                        | Unitario | 5 raiones 1 municipio                                                  |                                                  | |                                            |
| Sahara Occidental (en su mayoría ocupado ilegalmente por Marruecos) | Unitario | 4 o 6 (disputado) provincias (wilayat)                                 | 25 distritos (daïras)                            | |                                            |